# Mound City (Dakota del Sud)
Mound City és una població dels Estats Units a l'estat de Dakota del Sud. Segons el cens del 2000 tenia 84 habitants.

## Demografia
Segons el cens del 2000, Mound City tenia 84 habitants, 43 habitatges, i 30 famílies. La densitat de població era de 249,5 habitants per km².
Dels 43 habitatges en un 9,3% hi vivien nens de menys de 18 anys, en un 58,1% hi vivien parelles casades, en un 4,7% dones solteres, i en un 30,2% no eren unitats familiars. En el 27,9% dels habitatges hi vivien persones soles el 16,3% de les quals corresponia a persones de 65 anys o més que vivien soles. El nombre mitjà de persones vivint en cada habitatge era d'1,95 i el nombre mitjà de persones que vivien en cada família era de 2,33.
Per edats la població es repartia de la següent manera: un 9,5% tenia menys de 18 anys, un 2,4% entre 18 i 24, un 14,3% entre 25 i 44, un 34,5% de 45 a 60 i un 39,3% 65 anys o més.
L'edat mediana era de 60 anys. Per cada 100 dones de 18 o més anys hi havia 100 homes.
La renda mediana per habitatge era de 24.375 $ i la renda mediana per família de 25.536 $. Els homes tenien una renda mediana de 13.750 $ mentre que les dones 23.125 $. La renda per capita de la població era de 12.387 $. Cap de les famílies i el 9,2% de la població estaven per davall del llindar de pobresa.

## Poblacions més properes
El següent diagrama mostra les poblacions més properes.